# IC 3765
IC 3765 је појединачна звијезда у сазвјежђу Ловачки пси која се налази на листи објеката дубоког неба у Индекс каталогу.
Деклинација објекта је + 38° 34' 27" а ректасцензија 12h 46m 35,0s.